# Киселяк
Киселяк (босн. і хорв. Kiseljak, серб. Кисељак) — місто в центральній частині Боснії і Герцеговини, у Середньобоснійському кантоні Федерації Боснії та Герцеговини, адміністративний центр однойменної громади.
Місто відоме своєю лікувальною водою, якій і завдячує назвою.

## Географія
Містечко має вигідне положення — в котловині, біля гирла трьох річок (Лепениця, Фойничка і Крешевка), серед мальовничої природи, на роздоріжжі, де перехрещуються шляхи, що сполучають всі куточки Серединної Боснії.
Киселяк із-поміж інших міст Боснії і Герцеговини особливо вирізняє його мінеральна вода — киселяк, як її називають місцеві жителі. Вже сама назва міста говорить про важливість цього природного явища. Ніхто донині точно не знає, коли в районі сьогоднішнього Киселяка забризкали з-під землі перші струмені мінеральної води з природним вуглекислим газом, але відомо, що понад сто років тому, вивчивши всі мінеральні джерела Боснії і Герцеговини, придворний радник із Відня професор д-р Людвіг заявив, що «киселяк» із Киселяка з уваги на його склад посідає чільне місце серед європейських мінеральних вод.

## Історія
Найдавніші сліди людської діяльності на території Киселяка сягають ранньої кам'яної доби. Навколо містечка є чимало археологічних знахідок, як давньоримських, так і середньовічних. Щодо останніх, то це здебільшого сотні надгробних каменів. У середні віки ця територія належала до округу Лепениця, про що було вперше згадано 1244 року. Сам Киселяк уперше згадується у подорожніх записах словенського письменника Бенедикта Курипешича в 1531 році. Німецький геолог Амі Буе, вперше відвідавши Киселяк 1836 року, а потім у 1838 році, повідомляв про смачну місцеву мінеральну воду і наплив гостей у місті, яке, до речі, у давнину німці називали «Зауербрунен» (нім. Sauerbrunnen — «кисле джерело»). Про цілющі властивості води тутешніх джерел першим розказав у 1659 році у своїй «книзі подорожей» турецький мандрівник Евлія Челебі.
Після австро-угорської окупації Киселяк розвивався здебільшого як курортне містечко і центр торгівлі та ремесел. Відразу після Першої світової війни місто пережило застій, але у тридцятих роках знову відродилося як оздоровниця. Після Другої світової війни Киселяк набуває чіткіших рис містечка і стає центром відносно великої області.
Киселяк у нинішньому вигляді — це порівняно молоде місто, що розрослося завдяки джерелам мінеральної води, які зумовлюють його розвиток як туристично-курортного центру.
Перед Боснійською війною, за переписом 1991 року, у містечку проживало 60 % хорватів і 29 % босняків. Наприкінці 1991 з огляду на загрозу війни, яка насувалася невідворотно, місцеві хорвати самоорганізувалися для збройної боротьби за свої права. Місто стало ареною тривалих боїв між Армією Республіки Боснії і Герцеговини та Хорватською радою оборони, з яких остання вийшла переможцем.